# Garden City (Colorado)
Pour les articles homonymes, voir Garden City.
Garden City est une ville américaine située dans le comté de Weld dans le Colorado.
Selon le recensement de 2010, Garden City compte 234 habitants. La municipalité s'étend sur 0,11 milles carrés (0,28 km2).
Son nom fait référence au surnom de la ville voisine de Greeley : « the Garden City of the West » (« la ville-jardin de l'ouest »).

## Démographie
| 1940 | 1950 | 1960 | 1970 | 1980 | 1990 |
| ---- | ---- | ---- | ---- | ---- | ---- |
| 87   | 104  | 129  | 142  | 85   | 199  |

| 2000 | 2010 | - | - | - | - |
| ---- | ---- | - | - | - | - |
| 357  | 234  | - | - | - | - |